# Arahal (Sevilla)
Arahal és un municipi de la província de Sevilla (Andalusia). El seu nom és d'origen àrab i potser fa referència a un indret del camí per a descansar.

## Demografia
| 1996   | 1998   | 1999   | 2000   | 2001   | 2002   | 2003   | 2004   | 2005   | 2006   | 2007   |
| ------ | ------ | ------ | ------ | ------ | ------ | ------ | ------ | ------ | ------ | ------ |
| 18.110 | 18.252 | 18.431 | 18.501 | 18.444 | 18.473 | 18.568 | 18.588 | 18.655 | 18.861 | 30.569 |

## Història
Els orígens d'Arahal són poc coneguts perquè el 30 de juny de 1857 tots els arxius públics van ser saquejats i incendiats. La història sembla remuntar-se a l'època romana per les restes de làpides i sarcòfags trobats amb el nom de CALLICULA, que era partidària d'Ostipo. A pesar de les confuses notícies de la seva història, sembla clar que els seus primers pobladors van ser àrabs que, des de Morón i una vegada conquistat aquest, es van estendre per aquestes terres atrets per l'abundància de pastures.
El 22 de juliol de 1248 Ferran III de Castella reconquesta la ciutat, que li serveix de punt estratègic per a la conquesta de Morón, l'endemà passat. Una vegada complerta la seva funció pas a la jurisdicció de Sevilla, perquè més tard Sanç IV de Castella la lliurés a l'Orde de Calatrava i després a l'Orde d'Alcántara. a la qual va pertànyer fins a 1.460. data que va passar a formar part del Marquesat de Villena., per a ser adquirida més tard pels comtes d'Ureña. Les gràcies reals es van incrementar en temps de Felip IV d'Espanya arribant al terme una grandesa similar a la de les més importants poblacions espanyoles coetànies.

## Administració Política
| Període      | Nom de l'alcalde/-essa                | Partit polític           | Data de possessió |
| ------------ | ------------------------------------- | ------------------------ | ----------------- |
| 1979 - 1983  | Claudio García Gallego / Manuel Bravo |                          | 19/04/1979        |
| 1983 - 1987  | Manuel Bravo García                   | PSOE                     | 28/05/1983        |
| 1987 - 1991  | Manuel Bravo García                   | PSOE                     | 30/06/1987        |
| 1991 - 1995  | José F. Gago Bohórquez                | IU                       | 15/06/1991        |
| 1995 - 1999  | Francisco Jiménez Oliva               | PSOE                     | 17/06/1995        |
| 1999 - 2003  | Tomás Guisado/Manuel Brenes           | Independientes de Arahal | 03/07/1999        |
| 2003 - 2007  | Miguel Manaute Humanes                | PSOE                     | 14/06/2003        |
| 2007 - 2011  | Miguel Ángel Márquez González         | IU                       | 16/06/2007        |
| 2011 - 2015  | n/d                                   | n/d                      | 11/06/2011        |
| 2015 - 2019  | n/d                                   | n/d                      | 13/06/2015        |
| 2019 - 2023  | n/d                                   | n/d                      | 15/06/2019        |
| Des del 2023 | n/d                                   | n/d                      | 17/06/2023        |